# Ringicula caledonica
Ringicula caledonica is een slakkensoort uit de familie van de Ringiculidae. De wetenschappelijke naam van de soort is voor het eerst geldig gepubliceerd in 1880 door Morlet.